# Оливер, Джон
Джон Уи́льям О́ливер (англ. John William Oliver; род. 23 апреля 1977) — британский комик, сатирик и актёр, наиболее известный как корреспондент передачи The Daily Show. В конце 2013 года Оливер покинул шоу, чтобы вести передачу Last Week Tonight with John Oliver на телеканале HBO. Также он исполняет эпизодическую роль в телесериале «Сообщество».

## Биография
Оливер родился в Бирмингеме, Англия. В середине 1990-х годов был членом театрального клуба Footlights при Кембриджском университете, в который в то время также входили Дэвид Митчелл и Ричард Айоади. В 1997 году он был вице-президентом клуба. В 1998 году окончил Колледж Христа в Кембридже.
Некоторое время активно работал с Энди Зальцманом, в частности над подкастами и радиопередачами Political Animal, The Department и The Bugle.
В июле 2006 года стал корреспондентом The Daily Show. По его словам, его пригласили на интервью по рекомендации Рики Джервейса, хотя он никогда не был с ним лично знаком, но который знал об Оливере по его предыдущим работам. Летом 2013 года Джон Стюарт был занят съемками своего дебютного фильма «Розовая вода», и Джон Оливер на это время стал ведущим The Daily Show. Он был хорошо принят критиками в качестве ведущего и высказывались предположения, что Оливер может когда-нибудь занять место Стюарта или получить собственное шоу. Через три месяца было объявлено, что Оливер будет вести собственную комедийную передачу на канале HBO.

## Фильмография
| Год       |    | Русское название | Оригинальное название | Роль                          |
| --------- | -- | ---------------- | --------------------- | ----------------------------- |
| 2008      | ф  | Секс-гуру        | The Love Guru         | Дик Пантс                     |
| 2009—2014 | с  | Сообщество       | Community             | Иэн Дункан (18 эпизодов)      |
| 2011      | ф  | Смурфики         | The Smurfs            | Красавчик (озвучка)           |
| 2012      | мс | Гравити Фолз     | Gravity Falls         | Эпизод «Охотники за головами» |
| 2013      | ф  | Смурфики 2       | The Smurfs 2          | Красавчик (озвучка)           |
| 2014      | мс | Симпсоны         | The Simpsons          | Эпизод «Pay Pal»              |
| 2019      | ф  | Король Лев       | The Lion King         | Зазу (озвучка)                |